# Parmele
Parmele ist eine Town in Martin County im US-Bundesstaat North Carolina. Die Volkszählung von 2020 erfasste 243 Einwohner. Die Town wurde 1893 gegründet.

## Lage
Der Ort liegt bei den Koordinaten 35° 49' 5.11" N, 77° 18' 51.53" West auf einer Höhe von 22 Metern über dem Meeresspiegel etwa 24 Kilometer westlich von Williamston, dem Hauptort von Martin County, und dem Roanoke River. Das 3,0 km² große Gemeindegebiet enthält laut Census keinen Anteil an Wasserfläche.
Durch Parmele führt eine Nebenstrecke der US-64 und die County Road 1162.

## Geschichte
Im Jahr 1891 erbaute ein E. A. Parmele eine dampfbetriebene Sägemühle in Martin County und eröffnete ein Postamt unter seinem eigenen Nachnamen. Die Wilmington and Weldon Railroad verlängerte ihre Strecke durch das County nahe der Mühle und kreuzte eine Strecke der Albemarle and Raleigh Railroad. Die zunächst als Junction bekannte Siedlung erhielt im Jahr 1892 ein Telegrafenamt und wurde ein Jahr darauf im Jahr 1893 als Town of Parmele selbstständige Gemeinde. Zu den wichtigsten Einflüssen auf die Entwicklung der Ortschaft gehörte die Eisenbahn und die Ansiedlung profitabler Sägemühlen. Im Jahr 1895 wurde eine weitere Eisenbahnstrecke in Richtung Washington gebaut. 1896 hatte die Gemeinde 200 Einwohner. 1899 war Parmele eine „trockene“ Gemeinde, in der kein Alkohol verkauft wurde. Neben zwei Sägemühlen gab es fünf Läden, mehrere Kirchen, Schule und Arzt. Am 1. April 1904 zerstörte ein Feuer einen großen Teil des Geschäftsgebietes der Gemeinde. Zusammen mit der Abnahme des verfügbaren Sägeholzes führte das möglicherweise zur Schließung der Sägemühlen.
Im Jahr 1909 wurde die „Higgs Industrial School“ für afrikanisch-amerikanische (sic) Kinder gegründet. Unterrichtet wurde neben akademischen Fächern Landwirtschaft, Handwerk und Haushalt. Die Schule wurde mit der örtlichen Schule zusammengelegt und bezog das erste aus Ziegeln errichtete Schulgebäude im County. Sie erhielt regionale Anerkennung und umfasste einem Campus mit sechs Gebäuden. Im Jahr 1954 brannte das Hauptgebäude ab, und die Schule wurde mit „Robersonville's Schule für Schwarze“ („Robersonville’s public school for blacks“(sic)) zusammengelegt.